# Kent Cup
Kent Cup — пригласительный снукерный турнир, проходивший в 1980-х — 1990-х годах в Китае.
В турнире принимали участие несколько снукеристов, играющих в Matchroom League. Хотя Kent Cup проводился на протяжении нескольких сезонов подряд (с 1986/87 по 1990/91), ниже показаны результаты только тех розыгрышей, в которых участвовали известные профессионалы.
Этот турнир не входил в календарь мэйн-тура.

## Победители
| Сезон   | Место проведения | Победитель  | Финалист        | Счёт | Спонсор |
| ------- | ---------------- | ----------- | --------------- | ---- | ------- |
| 1986/87 | Пекин            | Вилли Торн  | Джимми Уайт     | 5:2  | Kent    |
| 1987/88 | Пекин            | Джон Пэррот | Мартин Кларк    | 5:1  | Kent    |
| 1990/91 | Пекин            | Джо Свэйл   | Маркус Кэмпбелл | 5:0  | Kent    |